# Век понижења
Век понижења био је период у кинеској историји који почиње Првим опијумским ратом (1839–1842), а завршава се 1945. године када је Кина (тада Република Кина) изашла из Другог светског рата као једна од велике четворке и основана као стални члан Савета безбедности Уједињених нација, или наизменично, закључно са 1949. оснивањем Народне Републике Кине. За овај вековни период било је типично опадање, порази и политичка фрагментација династије Ћинг и накнадне Републике Кине, што је довело до деморалишуће страних интервенција, анексија и потчињавања Кине од стране западних сила, Русије и Јапана.
Карактеризација тог периода као „понижења“ настала је у атмосфери кинеског национализма у супротности са Двадесет и једним захтевом које је поставила јапанска влада 1915. године, а додатно је расла протестима против лошег третмана Кине у Версајском споразуму 1919. године. И Куоминтанг и Комунистичка партија Кине популарисале су карактеризацију 1920-их, протестујући због Неправедних споразума и губитка кинеске територије у корист страних колонизатора. Током 1930-их и 1940-их, термин је постао уобичајен због јапанске инвазије на ужу Кину. Иако су формалне одредбе уговора окончане, епоха остаје централна за концепте кинеског национализма, а термин се широко користи иу политичкој реторици и у популарној култури.

## Историјат
Кинески националисти 1920-их и 1930-их датирали су век понижења са средином 19. века, уочи Првог опијумског рата усред драматичног политичког расплета који је уследио за Кину.
Порази страних сила који се наводе као део века понижења укључују следеће:
- Западна и јапанска трговина опијумом у Кини (1800-1940)
- Пораз у Првом опијумском рату (1839–1842) од стране Британаца и окупација Хонг Конга.
- Неправедни споразуми (посебно Накинг, Вампоа, Ајгун и Шимоносеки)
- Пораз у Другом опијумском рату (1856–1860) и пљачка Старе летње палате од стране англо-француских снага.[6]
- Потписивање „Неправедних споразума“ Ајгун (1858) и Пекинг (1860) током Другог опијумског рата, којим је спољна Манџурија уступљена Русији.
- Делимичан пораз током Француско-кинеског рата (1884–1885), који је резултирао губитком суверенитета над Вијетнамом и утицаја на Индокинеском полуострву.
- Британска експедиција у Сикиму (1888).
- Пораз у Првом кинеско-јапанском рату (1894–1895) од стране Јапана, који је резултирао јапанском колонизацијом Тајвана и суверенитетом над Корејом.
- Павловљев споразум који је довео до руске окупације Љаодонга (1898).
- Инвазија Савеза осам нација да би се угушио Боксерски устанак (1899–1901) и Боксерски протокол који је Кини наметнуо репарације веће од владиних годишњих пореских прихода.[7]
- Истовремена руска инвазија Манџурије (1900), која је резултирала анти-кинеским погромима и накнадним протеривањем или убијањем свих Ћинг поданика у 64 села источно од реке.[8][9]
- Јапанска инвазија на Љаодонг током руско-јапанског рата (1905).
- Британска експедиција на Тибет (1903–1904)[10]
- Двадесет и један захтев (1915) од стране Јапана, који би знатно проширио јапанску контролу над Кином.
- Версајски уговор (1919) којим је немачка територија у Кини предата Јапану и довео до антиимперијалистичког покрета Четвртог маја.
- Јапанска инвазија Манџурије (1931-1932)
- Совјетска инвазија Синђанга (јануар-април 1934)
- Други кинеско-јапански рат (1937–1945), током којег су јапанске снаге починиле бројне и широко распрострањене ратне злочине, најзлогласнији масакр у Нанкингу[6]  и смртоносно експериментисање над људима од стране Јединице 731.

У том периоду Кина је претрпела велику унутрашњу фрагментацију, изгубила скоро све ратове које је водила и често је била принуђена да даје велике уступке великим силама у Неправедним споразумима. У многим случајевима, Кина је била приморана да плати велике износе репарација, отвори луке за трговину, закупи или уступи територије (као што су спољна Манџурија, делови Манџурије (северозападна Кина) и Сахалин Руском царству, залив Ђаоџоу Немачком царству, Хонг Конг и Вехај Британској империји, Макао Португалској империји, Жанђанг Француској и Тајван и Даљен Јапану), и чине разне друге уступке суверенитета страним „сферама утицаја“ након војних пораза.

## Крај понижења
Већ током закључења Боксерског протокола 1901. године, неке од западних сила су веровале да су поступиле прекомерно и да је Протокол превише понижавајући. Као резултат тога, амерички државни секретар Џон Хеј формулисао је политику отворених врата, која је спречила колонијалне силе да директно поделе Кину на де јуре колоније и гарантовао универзални трговински приступ тржиштима у Кини. Са намером да ослаби Немачку, Јапан и Русију, само је донекле била наметнута и постепено је прекинута следећом ером господара рата и јапанским интервенцијама. Полуконтрадикторна природа политике отворених врата је рано уочена, јер иако је очувала територијални интегритет Кине од страних сила, она је такође довела до трговинске експлоатације истих земаља. Са Рут-Такахира споразумом из 1908. године, САД и Јапан су подржали политику отворених врата, али и други фактори (као што су имиграциона ограничења и додела боксерске одштетне стипендије за обештећење боксера уместо да буде директно враћена влади Ћинга) довело је до наставка понижавања из кинеске перспективе. У ери Републике Кине, Уговор девет сила из 1922. такође је био велики покушај да се реафирмише кинески суверенитет, иако није успео да узме у обзир експанзионизам Јапана и имао је ограничен ефекат на екстериторијалност. Политика отворених врата је на крају пропала у Другом светском рату када је Јапан напао Кину.
Екстериторијалну јурисдикцију и друге привилегије напустиле су Уједињено Краљевство и Сједињене Државе 1943. године. Током Другог светског рата, Вишијска Француска је задржала контролу над француским уступцима у Кини, али је била приморана да их преда колаборационистичком режиму Ванг Ђингвеја. Послератни кинеско-француски споразум из фебруара 1946. потврдио је кинески суверенитет над уступцима.
Чанг Кај Шек је прогласио крај века понижења 1943. године укидањем свих Неправедних споразума, а Мао Цедунг је прогласио крај после Другог светског рата, при чему је Чанг промовисао свој ратни отпор јапанској власти и место Кине међу Великом четворком у победничким савезницима 1945. године, а Мао је то прогласио оснивањем Народне Републике Кине 1949. године.
Кинески политичари и писци, међутим, наставили су да касније догађаје приказују као прави крај понижења. Њен крај је проглашен одбијањем снага УН−а током Корејског рата, поновног уједињења са Хонг Конгом 1997, поновног уједињења са Макаом 1999, па чак и домаћинством Летњих олимпијских игара 2008. у Пекингу. Неки кинески националисти тврде да понижење неће престати све док Народна Република Кина не контролише Тајван.
Употреба века понижења у историографији Комунистичке партије Кине и савременом кинеском национализму, са фокусом на „суверенитет и интегритет [кинеске] територије,“ се позива на инциденте као што је америчко бомбардовање кинеске амбасаде у Београду, инцидент на острву Хајнан и протести за независност Тибета уз штафету бакље на Олимпијским играма у Пекингу 2008. године. Неки аналитичари су указали на његову употребу у одвраћању страних критика кршења људских права у Кини и домаће пажње од питања корупције и јачања њених територијалних захтева и општег економског и политичког успона.